# Nili Tholus
Il Nili Tholus è una struttura geologica della superficie di Marte.